# Chmelnyćke (obwód wołyński)
Chmelnyćke (ukr. Хмельницьке; do 1946 roku Batorówka) – wieś na Ukrainie w rejonie łuckim obwodu wołyńskiego.
Do 2020 w rejonie horochowskim. 